# Maxime Gouzou
Pas d'image ? Cliquez ici

a Compétitions nationales et continentales officielles uniquement.

Dernière mise à jour le 1 mars 2024.
Maxime Gouzou, né le 11 septembre 1998 à Bayonne (Pyrénées-Atlantiques), est un joueur français de rugby à XV qui évolue au poste de troisième ligne centre au Lyon OU.

## Biographie
Maxime Gouzou naît à Bayonne dans les Pyrénées-Atlantiques. Il commence le rugby à XV à l’US Bardos, avant de rejoindre le Biarritz olympique, où il joue au poste de deuxième ligne en Crabos, et n'est pas conservé par le centre de formation à l'issue de la saison 2017-2018. 
En 2018, Gouzou rallie le Stade montois. Il fait ses débuts en professionnel le 7 février 2019 sur le terrain d'Oyonnax Rugby en Pro D2. Pour son deuxième match, huit jours plus tard face au Stade aurillacois, il inscrit son premier essai chez les professionnels. À l'issue de sa première saison, il signe un contrat espoir de deux saisons. 
Lors des saisons 2019-2020 et 2020-2021, il est freiné par une commotion cérébrale et des problèmes au genou et à l'épaule. Il signe son premier contrat professionnel avec Mont-de-Marsan en 2021.  
En 2022, Gouzou rejoint le Lyon OU qui évolue en Top 14. Il joue son premier match en première division le 3 septembre 2022 sur le terrain du CA Brive. Le 7 janvier 2023, il se rompt les ligaments croisés lors d'un match contre la Section paloise, et fait son retour sur les pelouses le 29 octobre contre l'ASM Clermont. 
Le 18 novembre 2023, il marque son premier essai en Top 14 contre Oyonnax Rugby. Il dispute son premier match en Champions Cup le 13 janvier 2024 contre le Connacht. 

## Palmarès
- Finaliste de la Challenge Cup en 2025 avec le Lyon OU.